# تعدين الذهب

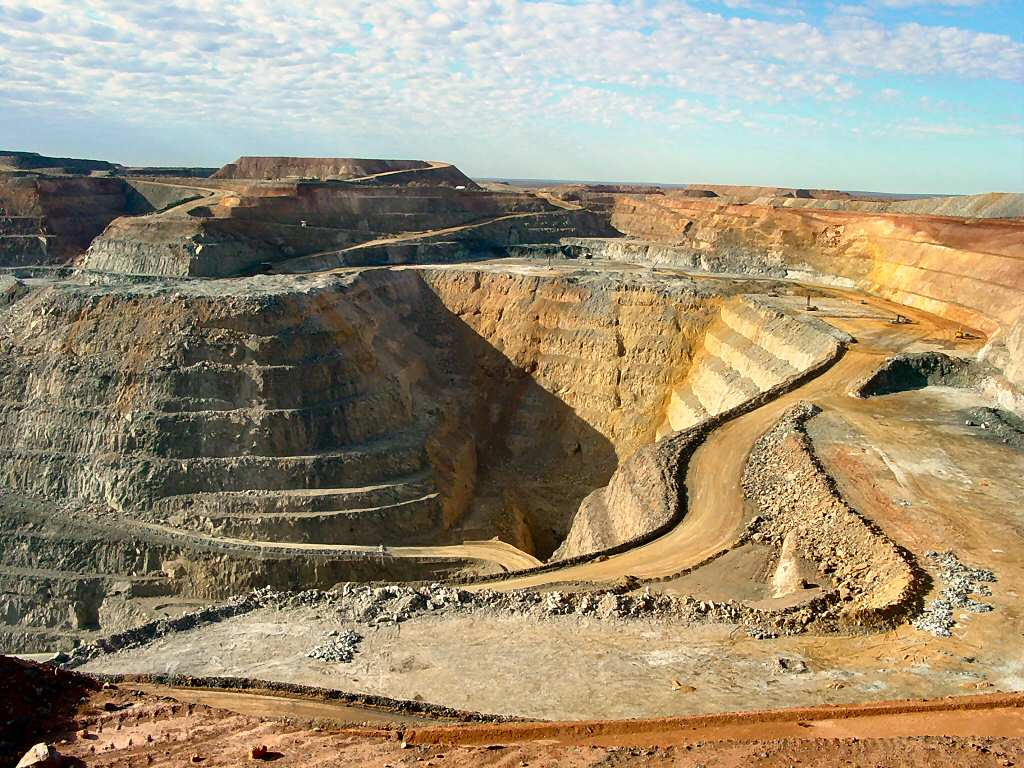
منجم ذهب في أستراليا

تعدين الذهب هو تعبير يشير إلى مجمل العمليات المتضمنة لاستخدام تقنيات من أجل استخراج الذهب من مناجمه. تتضمن هذه العمليات عدة طرق تتفاوت بين البدائية إلى المتطورة. ويُسمَّى منجم الذهب في العربية خُزَيْبَة.
يقاس نقاء الذهب بالقيراط ويعادل الذهب إذا كن خالصا 24 قيراطا وكانت المناجم تحفر لاستخراج خام الذهب (صخور تحوي على الذهب)
إلا أن معظم المنقبين كانوا يفتشون على الذهب على سطح الأرض. وكانوا يغسلون الحصى المترسبة في قيعان الأنهار في مسايل أو احواض
تشطف لالتقاط قطع الذهب التي تسمى (شذرات). للاستخراج الذهب كانوا المعدنون يضعون الطين المستخرج من النهر في وعاء معدني ضحل يسمى القصعة ويملؤونه بالماء ويحركونه بشكل دائري.

## التاريخ
من المستحيل معرفة التاريخ الدقيق الذي بدأ فيه البشر بتعدين الذهب، لكن وُجِدت بعض أقدم التحف الذهبية المعروفة في فارنا نيكروبولس في بلغاريا. بُنِيت منحوتات نيكروبولس بين عامي 4700 و4200 قبل الميلاد، ما يشير إلى أن عمر تعدين الذهب قد يكون على الأقل 7000 سنة. يزعم مجموعة من علماء الآثار الألمان والجورجيين أن موقع ساكدريسي جنوب جورجيا والذي يعود إلى الألفية الثالثة أو الرابعة قبل الميلاد قد يكون أقدم منجم ذهب معروف في العالم.
تعتبر المصنوعات الذهبية للعصر البرونزي وفيرة وخاصة في إيرلندا وإسبانيا، وهناك عدة مصادر محتملة مشهورة. استخدم الرومان طرق التعدين الهيدروليكي مثل الصقل وكسر الأرض على نطاق واسع لاستخراج الذهب من رواسب الطمي المُكثَّفة (الرسابة رخوة) مثل تلك التي كنت تُستخدَم في لاس مدولاس. كان التعدين تحت سيطرة الدولة، لكن المناجم قد تكون جرى تأجيرها لمتعاقدين مدنيين في وقت لاحق. مثّل الذهب الوسيلة الأساسية للصرف في الإمبراطورية، وكان حافزًا مهمًا للغزو الروماني لبريطانيا من قبل كلوديوس في القرن الأول بعد الميلاد، رغم أن هناك منجم ذهب روماني واحد معروف فقط في دولاوكوثي شرق ويلز. كان الذهب الحافز الأساسي لحملة داقية عندما غزا الرومان ترانسلفانيا في ما يعرف الآن برومانيا الحديثة وذلك في القرن الثاني بعد الميلاد. قاد تراجان جافل الإمبراطور، وتظهر مآثرهم على عمود تراجان في روما والنسخ العديدة لهذا العمود في أماكن أخرى (مثل متحف فيكتوريا وألبرت في لندن). في الإمبراطورية الرومانية الشرقية في ظل حكم الإمبراطور جستنيان، عًدَّن الذهب في البلقان، والأناضول، وأرمينيا، ومصر، والنوبة.
في منطقة حقول ذهب كولار في بانغاربيت تالوك في منطقة كولار في ولاية كارناتاكا في الهند، عًدَّن الذهب للمرة الأولى قبل القرنين الثاني والثالث بعد الميلاد من خلال حفر حُفَرٍ صغيرة. (نُسِبت الأشياء الذهبية التي وُجِدت في هارابا في موهينجو دارو إلى منطقة كولار وذلك من خلال تحليل الشوائب، إذ توجد الشوائب الحاوية على تركيز فضة بنسبة 11% فقط في حقول ذهب كولار). عُدِّنت الشعب المرجانية في حقول ذهب كولار حتى عمق 50 مترًا (160 قدمًا) خلال حقبة إمبراطورية جوبتا في القرن الخامس بعد الميلاد. خلال حقبة سلالة تشولا الحاكمة في القرنين التاسع والعاشر بعد الميلاد، زاد نطاق العملية. استمر ملوك القرن السابع في جنوب الهند بتعدين المعدن –إمبراطورية فيجاياناغارا منذ 1336 حتى 1560، ولاحقًا من قبل السلطان تيبو –ملك ولاية مايسور والبريطانيين. يُقدَّر بأن الإنتاج الإجمالي للذهب في كارناتاكا حتى تاريخه نحو 1000 طن.
كان تعدين الرواسب الهنغارية (سلوفاكيا في الوقت الحاضر) بصورة أساسية حول كريمنيكا هو الأكبر في العصور الوسطى في أوروبا.
خلال القرن التاسع عشر، سببت حمات ذهب عديدة في مناطق متباعدة في أرجاء العالم هجرة كبيرة للمُعدِّنين مثل حمى ذهب كاليفورنيا عام 1849، وحمى الذهب الفيكتورية، وحمى ذهب كلوندايك. أدى اكتشاف الذهب في ويتووترسراند إلى حرب البوير الثانية وإيجاد جنوب أفريقيا في النهاية. اكتشِف كارلين تريند في نيفادا في الولايات المتحدة عام 1961. تشير التقديرات الرسمية إلى أن إجمالي إنتاج الذهب في العالم منذ بدأ الحضارة يبلغ نحو 6,109,928,000 أونصة خالصة (190,040.0 ت) وإجمالي إنتاج الذهب في نيفادا يبلغ نحو 2.5% من تلك الكمية ما يجعل نيفادا واحد من أكثر المناطق في العالم إنتاجًا للذهب.
في 2017، كان أكبر مُنتِج للذهب في العالم –وبفارق كبير عن البقية– هو الصين بنحو 429.4 طن في ذلك العام. تُعتبَر أستراليا ثاني أكبر مُنتِج للذهب إذ عدنت نحو 289.0 طن في ذلك العام، يتبعها روسيا بنحو 273 طن.

## اقرأ أيضا
- تعدين
- مجلس الذهب العالمي
- ثنائي سيانوذهبات البوتاسيوم